# 昆蒂斯
昆蒂斯，是西班牙加利西亚自治区蓬特韦德拉省的一个市镇。 总面积80平方公里，总人口5530人（2001年），人口密度69人/平方公里。